# Варденбюрг
Варденбюрг (нід. Waardenburg) — село в нідерландській провінції Гелдерланд. Входить до муніципалітету Вест-Бетюве. Перша згадка про населений пункт датується 1108-им роком.
До 1978 року мало статус окремого муніципалітету.

## Галерея

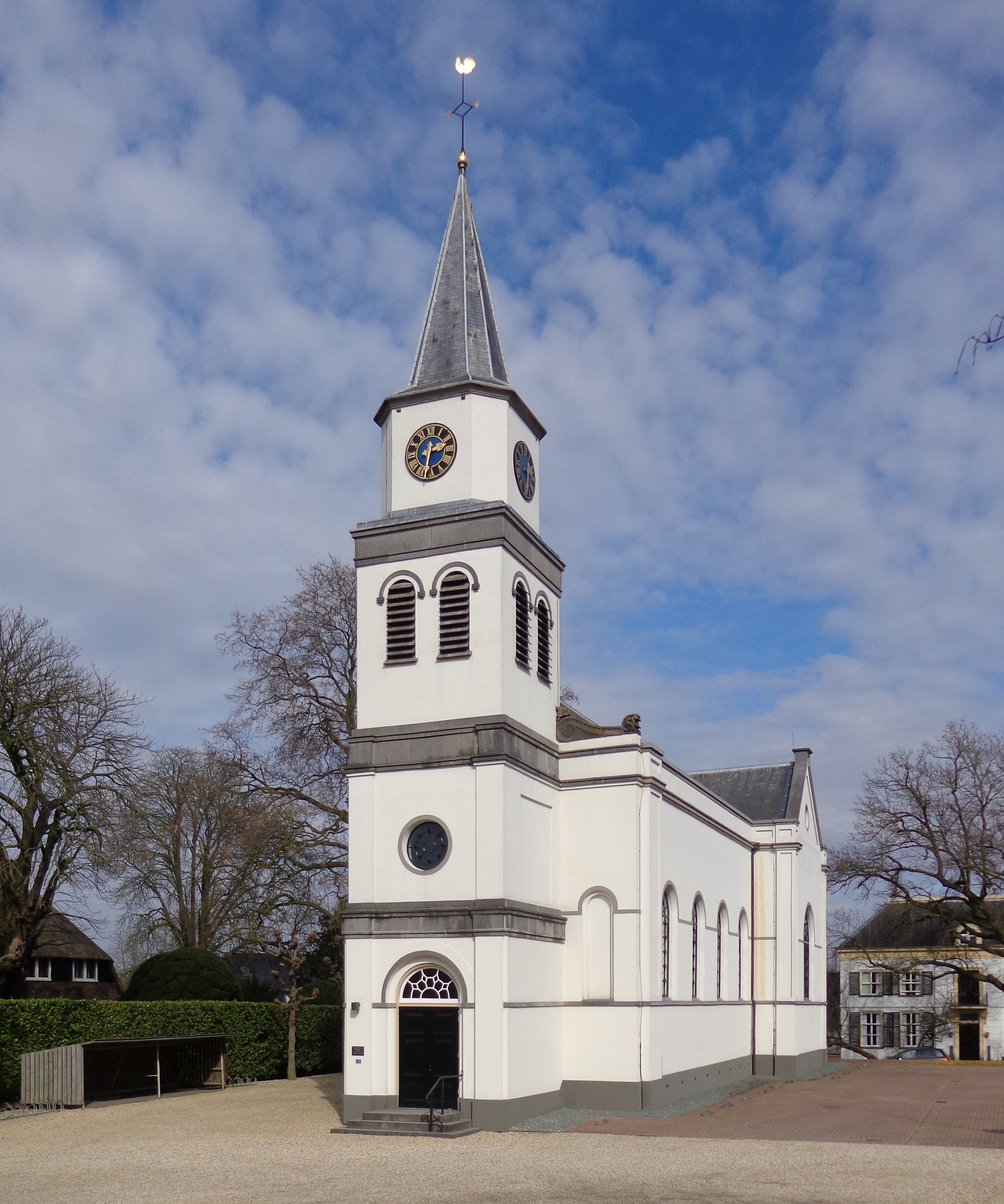
Реформистська церква
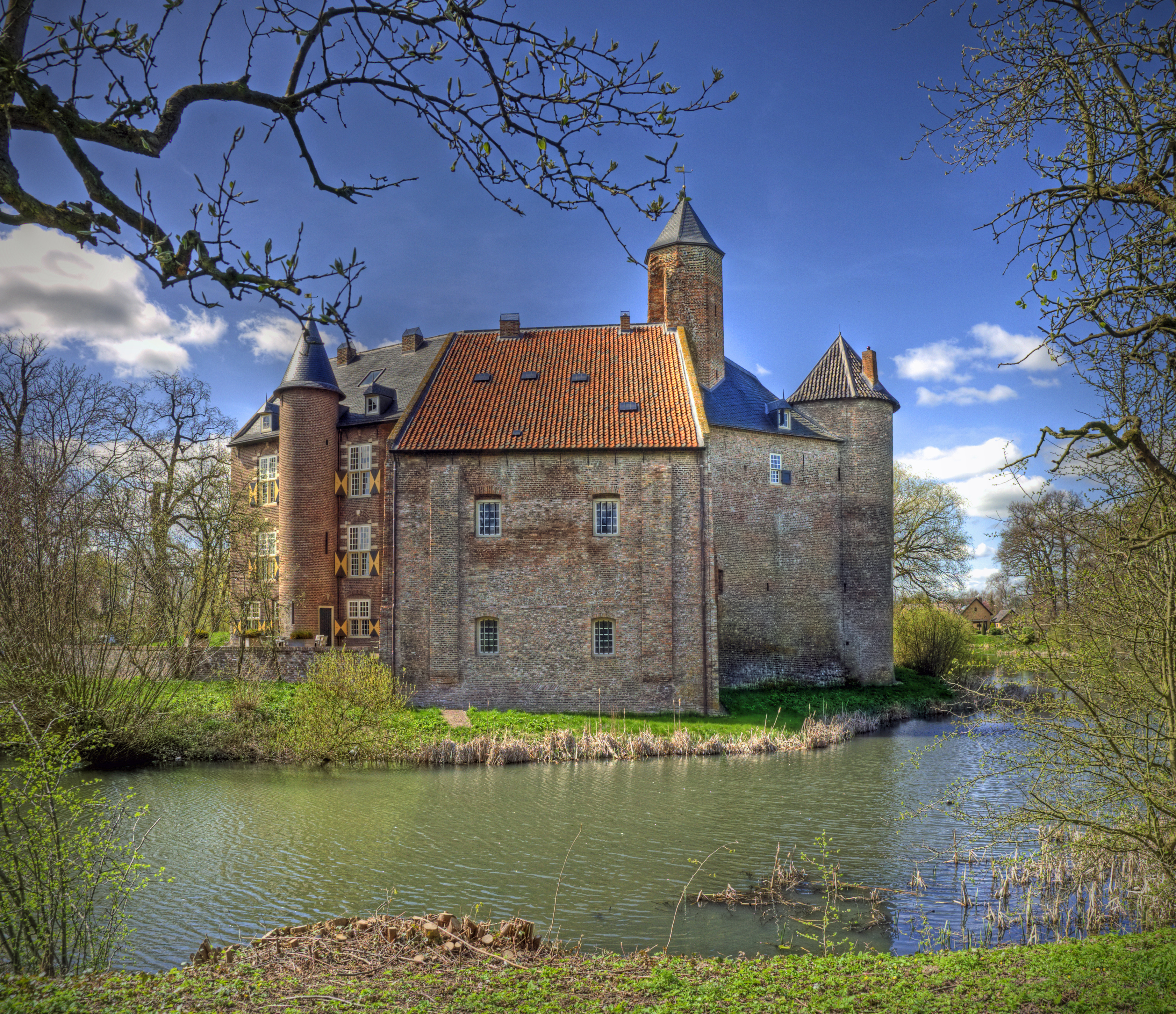
Замок Варденбюрг
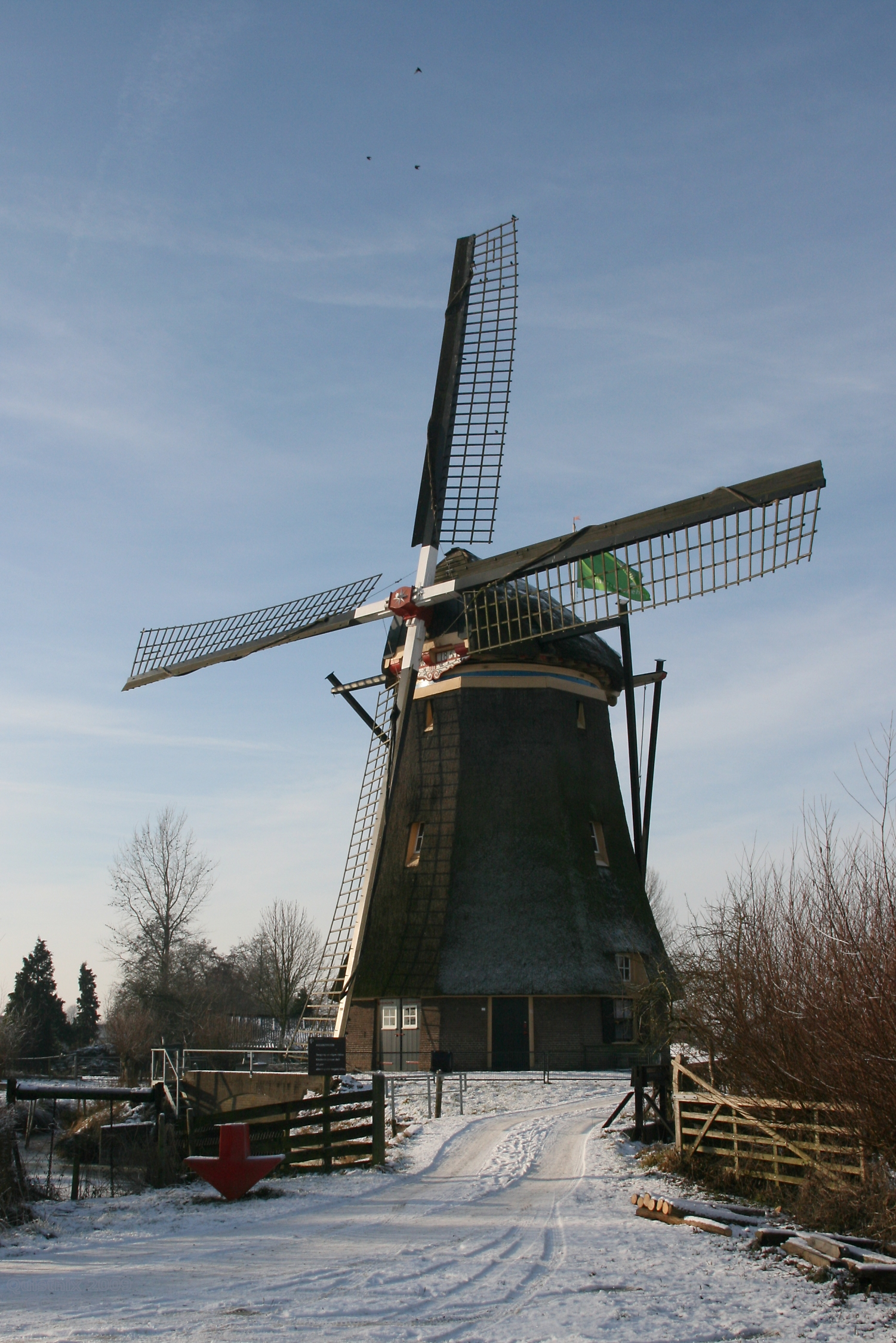
Вітряк